# كهريزسنغ
كهريزسنغ (بالفارسية: کهریزسنگ) هي مدينة تقع في إيران في البلدة المركزية. يقدر عدد سكانها بـ 8,267 نسمة .